# Кадамжай
Кадамжай (кирг. Кадамжай) — город в Кыргызстане. Административный центр Кадамжайского района Баткенской области.

## География
В городе находится озеро Джидалик.

## Этимология
Название происходит от Кыргызкого кадамжай (с таджикского - кадам - шаг, джой - место) — «место, где ступала нога сподвижника Али»; могила святого; святое место.

## История
Возник как посёлок металлургов при сурьмяном комбинате. Указом от 28.07.1938 года поселение при руднике Кадамжай Халмионского района преобразовано в одноимённый рабочий посёлок.
Указом ПВС Киргизской ССР от 19 декабря 1940 года посёлок Кадамжай переименован в честь Фрунзе.
27 сентября 2012 года получил статус города районного значения, при этом в его подчинение были переданы сёла Пульгон, Чал-Таш и Таш-Кыя Орозбековского сельского округа (аильного аймака) Кадамжайского района.
В городе находится озеро Джидалик — источник питьевой и целебной воды и рекреационная зона.
В 2025 году Советом Глав государств СНГ Кадамжаю присвоено почётное звание почётное звание Содружества Независимых Государств «Город трудовой славы. 1941–1945 гг.».

## Население
| 1959 | 1970 | 1979 | 1989 | 1999 | 2009 | 2011 | 2012 | 2013 | 2014 | 2015 | 2016 |
| ---- | ---- | ---- | ---- | ---- | ---- | ---- | ---- | ---- | ---- | ---- | ---- |
| 4776 | 6635 | 7244 | 7843 | 8890 | 6732 | 6700 | 6700 | 7300 | 7900 | 8300 | 8500 |

С 2012 года в административном подчинении города находятся 3 пригородных села (Пульгон, Чал-Таш и Таш-Кия), суммарное население которых составляет 4600 жителей.
Общее население города и трёх пригородных сёл на 1 января 2016 года составляло 13 100 жителей, а в 2017 году — 13 200.
Вопреки своему административному статусу Кадамжай не является крупнейшим населённым пунктом района, так как село Уч-Коргон (12 874 жителей в 2009 году) опережает город по численности населения.